# Кріс Наон
Кріс Наон (фр. Chris Nahon; нар. 5 грудня 1968, Суазі-су-Монморансі) — французький кінорежисер, відомий як режисер фільмів « Поцілунок дракона», « Імперія вовків» та « Кров: Останній вампір».

## Біографія
Народився 5 грудня 1968 року в Суазі-су-Монморансі.
Свою кар'єру він розпочав у 1990-х роках із створення музичних відео та рекламних роликів у власній компанії. Потім його помітив продюсер Люк Бессон, який 2001 року доручив йому режисуру фільму «Смертельний поцілунок дракона» . У перші дні він досяг другого місця в американському прокаті після Штучного розуму Стівена Спілберга. Акторський склад складається з Джет Лі, Чекі Каріо та Бріджит Фонда.
2005 року він заявив про себе фільмом L'Empire des loups, тоді найбільшим бюджетним фільмом року у Франції, і який був найкращим міжнародним комерційним успіхом року для компанії Gaumont. Жан Рено виконує головну роль у фільмі, адаптованому за романом Жана-Крістофа Гранже.
Наон продовжує режисувати та випускати художні та документальні фільми, які створюються продюсерською компанією Gurkin Group [Архівовано 23 грудня 2018 у Wayback Machine.], працюючи між Марселем та Буенос-Айресом.

## Фільмографія
| Рік       | Назва                 | Роль                              | Примітки              |
| --------- | --------------------- | --------------------------------- | --------------------- |
| 2001      | Поцілунок дракона     | Режисер                           |                       |
| 2005      | Імперія Вовків        | Режисер і сценарист               |                       |
| 2008      | Skate or Die          | Сценарист                         |                       |
| 2008      | Кров: Останній вампір | Режисер і актор                   |                       |
| 2008      | Gri Gri               | Директор                          |                       |
| 2011      | Plus belle la vie     | Директор                          | Серіал (10 серій)     |
| 2016      | Lady Bloodfight       | Режисер, монтаж і оператор камери |                       |
| 2018-2019 | Un si grand soleil    | Директор                          | Телесеріал (70 серій) |